# Запольє (Климовське сільське поселення)
Запольє (рос. Заполье) — присілок Бокситогорського району Ленінградської області Росії. Входить до складу Климовського сільського поселення.
Населення — 11 осіб (2012 рік).